# 埼玉県立蓮田松韻高等学校
埼玉県立蓮田松韻高等学校（さいたまけんりつ はすだしょういんこうとうがっこう）は、埼玉県蓮田市大字黒浜に所在する公立の高等学校。2010年（平成22年）4月1日、埼玉県立蓮田高等学校と埼玉県立菖蒲高等学校とが統合されて新設された。校地は旧・蓮田高校のものを受け継いでいる。公式マスコットキャラクターとして「マツボくん」と「マツミちゃん」がいる。

## 設置学科
- 単位制 普通科

## 沿革
- 2010年（平成22年）4月1日 - 蓮田高校と菖蒲高校の統合により開校。

## 著名な卒業生
- ライオネス飛鳥（中退）/蓮田高等学校
- 神田千絵（バレーボール・岡山シーガルズ選手）/蓮田高等学校
- 新井正昭（元競輪選手）/菖蒲高等学校
- 鈴木慶（ソフマップ創業者、シュッピン創業者）/菖蒲高等学校
- 森田進（元競輪選手）/菖蒲高等学校
- 吉尾康秀（元俳優）/菖蒲高等学校

## 交通
- JR宇都宮線 (東北本線)「蓮田駅」東口もしくは、東武野田線（東武アーバンパークライン）「岩槻駅」より朝日バス「蓮田松韻高校」行きが運行されている（敷地南側に発着。朝夕のみ運行、蓮田から15分・岩槻から30分程度。日中は「東埼玉病院」で下車し徒歩）。
- JR宇都宮線「白岡駅」東口より徒歩で25分

## 進路
令和４年度は進学者が約６５％、就職者が約３５％である。
代表的な進学先は、各種大学、短期大学、専門学校等。
代表的な就職先は、蓮田市役所や自衛隊等の公務員と、県内一般企業。